# Ángstrom
El ángstrom (símbolo Å; en sueco, ångström) es una unidad de longitud empleada principalmente para expresar longitudes de onda, distancias moleculares y atómicas, etc. Su nombre proviene del físico sueco Anders Jonas Ångström, y se representa por la letra å.
Es una unidad de medida equivalente a la diezmilmillonésima parte del metro: 0,000 000 000 1 metros. En un centímetro caben cien millones de ángstroms.
1 Å = 1 × 10-10 m = 0,1 nm
El ángstrom se utiliza a menudo en las ciencias naturales y la tecnología para expresar tamaños de átomos, moléculas, estructuras biológicas microscópicas y longitudes de enlace químicos, disposición de los átomos en los cristales, longitud de onda de la radiación electromagnética, y las dimensiones de las piezas del circuito integrado. Los radios atómicos (covalentes) de fósforo, azufre y cloro son de aproximadamente un ángstrom, mientras que el del hidrógeno es de aproximadamente 0,5 ángstroms. La luz visible tiene longitudes de onda en el rango de 4000–7000 Å.
A finales del siglo XIX, los espectroscopistas adoptaron el 10-10 de un metro como unidad conveniente para expresar las longitudes de onda de las líneas espectrales características (componentes monocromáticas del espectro de emisión) de los elementos químicos. Sin embargo, pronto se dieron cuenta de que la definición del metro de la época, basada en un artefacto material, no era lo suficientemente precisa para su trabajo.  Así que, en torno a 1907, definieron su propia unidad de longitud, a la que llamaron «ångström», basada en la longitud de onda de una línea espectral específica. No fue hasta 1960, cuando se redefinió el metro de la misma manera, que el angstrom volvió a ser igual al 10-10 metro. 
Aunque es una fracción de potencia decimal del metro, el angstrom nunca formó parte del sistema de unidades del SI, y ha sido sustituido cada vez más por el nanómetro o el picómetro. Hasta 2019 figuraba como unidad compatible tanto por la Oficina Internacional de Pesas y Medidas (BIPM) como por el Instituto Nacional de Estándares y Tecnología (NIST) de Estados Unidos, pero no se menciona en la novena edición del documento oficial del Sistema Internacional, el Folleto del BIPM (2019) o en la versión del NIST del mismo.
La octava edición del folleto del BIPM (2006) y la guía 811 del NIST (2008) utilizaba la grafía ångström, con letras suecas; sin embargo, esta forma es poco frecuente en los textos en español. Algunos diccionarios estadounidenses populares solo recogen la grafía angstrom, sin la å ni la ö.
El símbolo aceptado es «Å», independientemente de cómo se escriba la unidad. Sin embargo, la «A» se utiliza a menudo en contextos menos formales o en medios tipográficos limitados.

## Historia

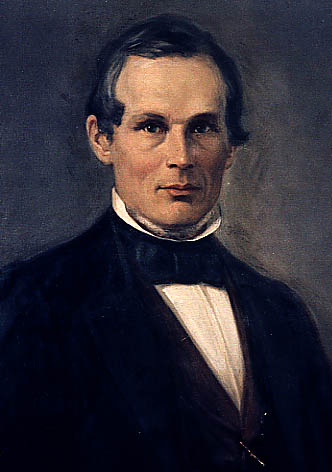
Retrato de Anders Jonas Ångström.

En 1868, el físico sueco Anders Jonas Ångström creó un cuadro del espectro de la luz solar, en el que expresaba las longitudes de onda de la radiación electromagnética en el espectro electromagnético en múltiplos de una diezmillonésima de milímetro (o 10−7 de mm). El gráfico y la tabla de longitudes de onda del espectro solar de Ångström se utilizaron ampliamente en la comunidad de física solar, que adoptó la unidad y la nombró en su honor. Posteriormente se extendió a los campos de la espectroscopia astronómica, la espectroscopia atómica, y luego a otras ciencias que se ocupan de las estructuras a escala atómica.
Aunque se pretendía que correspondiera a 10-10 metros, esa definición no era lo suficientemente precisa para los trabajos de espectroscopia.  Hasta 1960, el metro se definía como la distancia entre dos rayas en una barra de aleación de platino-iridio, conservada en la Oficina Internacional de Pesas y Medidas (BIPM) de París en un entorno cuidadosamente controlado. La confianza en ese material estándar había conducido a un error inicial de aproximadamente una parte en 6000 en las longitudes de onda tabuladas. Ångström tomó la precaución de hacer cotejar la barra patrón que utilizaba con un patrón de París, pero el metrólogo Henri Tresca informó de que era tan incorrecta que los resultados corregidos de Ångström tenían más errores que los no corregidos.
Entre 1892 y 1895, Albert A. Michelson y Jean-René Benoît, trabajando en el BIPM con un equipo especialmente desarrollado, determinaron que la longitud del metro patrón internacional era igual a 1553163. Cinco veces la longitud de onda de la línea roja del espectro de emisión del vapor de cadmio excitado eléctricamente. En 1907, la Unión Internacional para la Cooperación en Investigaciones Solares (que posteriormente se convirtió en la Unión Astronómica Internacional) definió al ángstrom internacional como exactamente 1/6438.4696 de la longitud de onda de dicha línea (en aire seco a 15 °C (escala de hidrógeno) y una presión de 760 mmHg para un valor de la aceleración de gravedad de 9.8067 m/s2).
Esta definición fue aprobada en la séptima Conferencia General de Pesas y Medidas (CGPM) en 1927, pero la definición material del metro se mantuvo hasta 1960. Desde 1927 hasta 1960, el ángstrom siguió siendo una unidad de longitud secundaria para su uso en espectroscopia, definida por separado del metro. En 1960, el propio metro se redefinió en términos espectroscópicos, lo que permitió redefinir el angstrom como exactamente 0,1 nanómetros.
Aunque todavía se utiliza ampliamente en física y química, el ángstrom no es una parte formal del Sistema Internacional de Unidades (SI). La unidad más cercana del SI es el nanómetro (10−9 m). El Comité Internacional de Pesas y Medidas desaconsejó oficialmente su uso, y ni siquiera lo menciona en la novena edición de la norma oficial (2019).  El ángstrom tampoco está incluido en el catálogo de unidades de medida de la Unión Europea que pueden utilizarse en su mercado interior.

## Ángstrom asterisco
Tras la redefinición del metro en términos espectroscópicos, el ángstrom se redefinió formalmente como 0,1 nanómetros.  Sin embargo, durante un tiempo se pensó que era necesaria una unidad separada de tamaño comparable definida directamente en términos espectroscópicos.  En 1965, J. A. Bearden definió el ángstrom asterisco (símbolo: Å*) como 0,202901 veces la longitud de onda de la línea de {\textstyle \kappa _{\alpha 1}}. Esta unidad auxiliar pretendía tener una precisión de cinco partes por millón de la versión derivada del nuevo metro.  Al cabo de diez años, la unidad se había considerado tanto insuficiente (con precisiones más cercanas a las quince partes por millón) como obsoleta debido a los equipos de medición de mayor precisión.

## Símbolo

Codificación de Unicode. La tercera opción ya no se utilizará.

El símbolo del ángstrom es Å, letra perteneciente al alfabeto sueco e inicial del apellido del físico sueco Anders Jonas Ångström (1814-1874).
Por razones de compatibilidad, Unicode incluye el símbolo formal U+212B Å ANGSTROM SIGN (entidad HTML &angst;, &#x0212B;, o &#8491;), que está obsoleto.
El signo «ángstrom» se normaliza en U+00C5 Å LATIN CAPITAL LETTER A WITH RING ABOVE (entidad HTML &Aring;, &#xC5;, o &#197;). El consorcio Unicode recomienda utilizar este último.
Antes de la composición tipográfica digital, el ángstrom (o «unidad ángstrom») se escribía a veces como «U. A.». Este uso es evidente en el artículo de Bragg sobre la estructura del hielo, que da las constantes de red de los ejes «c» y «a» como 4,52 U. A. y 7,34 U. A., respectivamente.
Ambiguamente, la abreviatura «a. u.» también puede referirse a la unidad atómica de longitud, el radio de Bohr (de alrededor de 0,53 Å) a la mucho mayor UA (unidad astronómica), que es la distancia media entre la Tierra y el Sol (de alrededor de 150 millones de kilómetros).

## Otras equivalencias
Un milímetro contiene diez millones de ángstroms.
- 1 Å = 0,0001 µm, es decir, la diezmilésima parte de un micrómetro.
- 1 Å = 0,1 nm, es decir, la décima parte de un nanómetro.
- 1 Å = 100 pm, es decir, cien veces un picómetro.

## El ángstrom y el sistema internacional de medidas

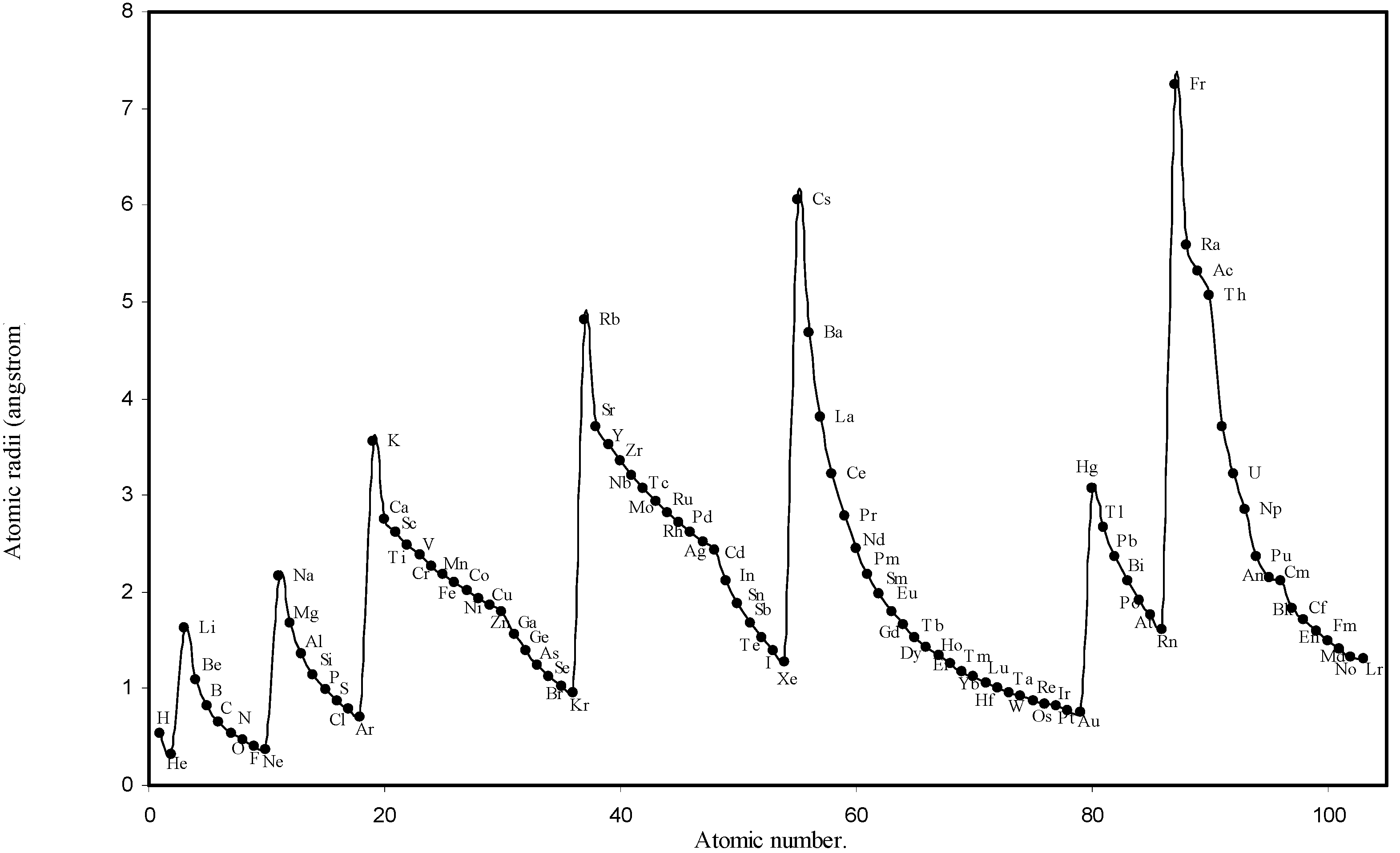
Ejemplo sobre cómo los radios atómicos teóricos calculados en ángstroms se trazan como una función del número atómico.

El ángstrom no es una unidad del sistema internacional de medidas. Sin embargo, está considerada como una de las unidades útiles para responder a necesidades específicas de ciertos campos científicos técnicos. La publicación El Sistema Internacional de Unidades (SI) de la Oficina Internacional de Pesas y Medidas, editado por el Centro Español de Metrología, disponible electrónicamente, la incluye en la tabla 8 («Otras unidades no pertenecientes al SI»), y dice:

El ángstrom se utiliza ampliamente en la cristalografía de positrones en química analítica porque todos los enlaces químicos se encuentran en el rango de 1 a 6 ángstroms. Sin embargo, el ángstrom no ha sido sancionado oficialmente por el CIPM ni por la CGPM.

y sobre su uso advierte que ciertas unidades no pertenecientes al SI aún aparecen en publicaciones científicas, técnicas y comerciales y que continuarán en uso durante muchos años. Sin embargo, también señala que los científicos deben tener la libertad de utilizar a veces dichas unidades si lo consideraran conveniente, aunque la inclusión de tales unidades en sus textos no implica la recomendación de su uso.